# Borstbockvete
Borstbockvete (Aegilops neglecta) är en gräsart som beskrevs av Esprit Requien och Antonio Bertoloni. Enligt Catalogue of Life ingår Borstbockvete i släktet bockveten och familjen gräs, men enligt Dyntaxa är tillhörigheten istället släktet bockveten och familjen gräs. Arten förekommer tillfälligt i Sverige, men reproducerar sig inte. Utöver nominatformen finns också underarten A. n. recta.